# Legislatura

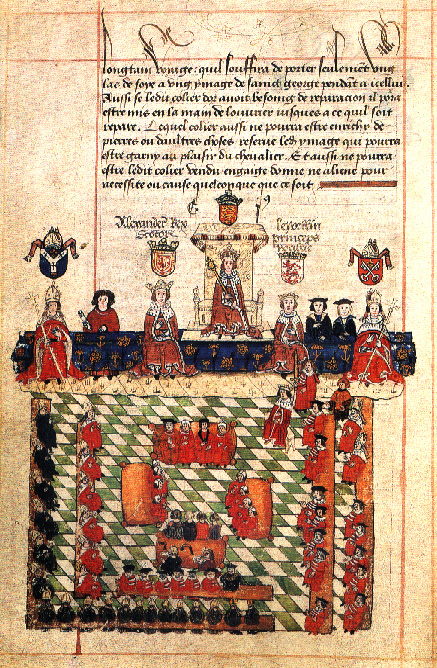
Representación del Parlamento de Inglaterra frente al Rey Eduardo I (c. 1300)

Una legislatura es el periodo de funcionamiento de los órganos legislativos –Parlamento o Congreso– o de sus respectivas cámaras –Senado, Cámara de Diputados, de Representantes, etc.–, es decir, es el lapso durante el cual sesionan dichas instituciones. Corresponde, asimismo, al periodo en que los miembros del Congreso o Parlamento pueden ejercer las funciones o atribuciones que les otorga la Constitución, hasta la siguiente elección general. 
Por lo anterior, una legislatura corresponde al periodo de vida de las cámaras parlamentarias, cuya duración –regular o especial– fijan los textos constitucionales, y que se extiende desde el momento de su formal constitución o instalación hasta el de su efectiva disolución. En otros términos, equivale al mandato de un Parlamento o Congreso, e igualmente corresponde a la duración de ese mandato, que abarca desde la instalación de una determinada asamblea legislativa, y hasta la disolución definitiva de la misma junto con la expiración de todos sus poderes.
En ocasiones, también, esta denominación es utilizada para referirse de modo general al órgano en que se deposita o que ejerce el poder legislativo, esto es, a los Congresos o Parlamentos, o para designar a los cuerpos legislativos de forma conjunta.